# كولن جاروود
كولن جاروود (بالإنجليزية: Colin Garwood)‏ (29 يونيو 1949 في المملكة المتحدة - ) هو لاعب كرة قدم بريطاني في مركز الهجوم. لعب مع أولدهام أثلتيك وكولتشستر يونايتد ونادي بورتسموث ونادي بيتربورو يونايتد وهدرسفيلد تاون ونادي ألدرشوت ونادي بوسطن يونايتد.